# هه هونگمی
هه هونگمی (انگلیسی: He Hongmei؛ زادهٔ ۶ دسامبر ۱۹۸۳) جودوکار زن اهل چین بود. وی در بازی‌های المپیک تابستانی ۲۰۱۲ شرکت کرده‌است.